# Torcik Wedlowski
Torcik wedlowski – produkt cukierniczy marki E.Wedel w postaci tortu waflowego, przekładanego masą orzechową i oblanego czekoladą. Każdy torcik jest ręcznie dekorowany przez jedną z 24 pracownic "Działu Rarytasów" fabryki Lotte Wedel. Został wprowadzony na rynek w okresie międzywojennym. Autor przepisu nie jest znany, prawdopodobnie było to Jan Wedel, który inspirował się XIX wiecznymi recepturami. Produkt ten jest zastrzeżonym znakiem towarowym firmy Lotte Wedel.

## Produkcja
Linia produkcyjna Torcika Wedlowskiego jest jedną z najstarszych w całej fabryce Lotte Wedel. Wafle po wypieczeniu, przekładane są masą orzechową i prasowane, następnie maszynowo wycinany jest charakterystyczny kształt koła. Obcięte brzegi są kruszone i wykorzystywane w produkcji cukierków i batoników "Bajeczny". Torcik są następnie oblewane czekoladą i trafiają do ręcznej dekoratorni. W dziale tym pracują wyłącznie kobiety, każda z nich ozdabia 430 torcików dziennie. Za pomocą specjalnego kreatora można zamówić torcik z indywidualną dekoracją. Wersja klasyczna waży 250 gram, występują wersje 235, 500 i 750 gramowe. Każdy torcik zapakowany jest w kartonowe opakowanie, obecnie w obrocie handlowym występuje też Torcik Wedlowski w okrągłym pudełku wzorowanym na opakowaniu z 1936 roku.

## Wybrane nagrody i wyróżnienia
- 2015: I miejsce w kategorii Ciastka i wafle dla produktu Torcik Wedlowski w konkursie PRZEBÓJ FMCG[11]
- 2015: Srebrna nagroda w kategorii produktów spożywczych dla Torcika Wedlowskiego 250g (okrągły Torcik historyczny) z Pijalni Czekolady E.Wedel w konkursie MONDE SELECTION[11]
- 2015: Złoto w kategorii Ciastka, wafle w konkursie Najlepszy Produkt - Wybór Konsumentów[11]
- 2004,2006, 2007, 2008, 2009: Statuetka dla produktu Torcik Wedlowski - Superbrands[11]
- 1991: Torcik Wedlowski został laureatem pierwszej edycji konkursu Teraz Polska[12]
- 1970: Torcik Wedlowski uzyskał złoty medal na olimpiadzie jakości z okazji Konferencji Przemysłów Cukierniczych Krajów Socjalistycznych[13]